# Легка атлетика на літніх Олімпійських іграх 1976
Змагання з легкої атлетики на літніх Олімпійських іграх 1976 були проведені з 23 по 31 липня в Монреалі на Олімпійському стадіоні.
Олімпійські чемпіони зі спортивної ходьби та марафонського бігу визначались на шосейних трасах, прокладених вулицями міста, проте старт і фініш відбувався на стадіоні.

## Призери

### Чоловіки
| Дисципліни                              | Золото                                                           | Золото              | Срібло                                                                   | Срібло              | Бронза                                                             | Бронза              |
| --------------------------------------- | ---------------------------------------------------------------- | ------------------- | ------------------------------------------------------------------------ | ------------------- | ------------------------------------------------------------------ | ------------------- |
| 100 метрів (вітер: 0,0 м/с)             | Гейзлі Кроуфорд · Тринідад і Тобаго                              | 10,06               | Дон Кверрі · Ямайка                                                      | 10,08               | Валерій Борзов · СРСР                                              | 10,14               |
| 200 метрів (вітер: 0,7 м/с)             | Дон Кверрі · Ямайка                                              | 20,23               | Міллард Гемптон · США                                                    | 20,29               | Двейн Еванс · США                                                  | 20,43               |
| 400 метрів                              | Альберто Хуанторена · Куба                                       | 44,26               | Фред Ньюгаус · США                                                       | 44,40               | Герман Фрейзір · США                                               | 44,95               |
| 800 метрів                              | Альберто Хуанторена · Куба                                       | 1.43,50 (1.43,5 WR) | Іво ван Дамме · Бельгія                                                  | 1.43,89             | Рік Волхатер · США                                                 | 1.44,12             |
| 1500 метрів                             | Джон Вокер · Нова Зеландія                                       | 3.39,17             | Іво ван Дамме · Бельгія                                                  | 3.39,27             | Пол-Гайнц Велльманн · Західна Німеччина                            | 3.39,33             |
| 5000 метрів                             | Лассе Вірен · Фінляндія                                          | 13.24,76            | Дік Квекс · Нова Зеландія                                                | 13.25,16            | Клаус-Петер Гільденбранд · Західна Німеччина                       | 13.25,38            |
| 10000 метрів                            | Лассе Вірен · Фінляндія                                          | 27.40,38            | Карлуш Лопіш · Португалія                                                | 27.45,17            | Брендан Фостер · Велика Британія                                   | 27.54,92            |
| 110 метрів з бар'єрами (вітер: 0,0 м/с) | Ґі Дрю · Франція                                                 | 13,30               | Алехандро Касаньяс · Куба                                                | 13,33               | Віллі Девенпорт · США                                              | 13,38               |
| 400 метрів з бар'єрами                  | Едвін Мозес · США                                                | 47,63 WR            | Майкл Шайн · США                                                         | 48,69               | Євген Гавриленко · СРСР                                            | 49,45               |
| 3000 метрів з перешкодами               | Андерс Гердеруд · Швеція                                         | 8.08,02 WR          | Броніслав Маліновський · Польща                                          | 8.09,11             | Франк Баумгартль · НДР                                             | 8.10,36             |
| 4×100 метрів                            | США · Гарві Гланс · Джонні Джонс · Міллард Гемптон · Стів Ріддік | 38,33               | НДР · Манфред Кокот · Йорг Пфайфер · Клаус-Дітер Куррат · Александр Тіме | 38,66               | СРСР Олександр Аксинін Микола Колесников Юрій Сілов Валерій Борзов | 38,78               |
| 4×400 метрів                            | США · Герман Фрейзір · Бенні Браун · Фред Ньюгаус · Максі Паркс  | 2.58,65             | Польща Ришард Подлас Ян Вернер Збігнев Яремський Єжі Петшик              | 3.01,43             | ФРН Франц-Петер Гофмайстер Лотар Кріг Гаральд Шмід Бернд Геррманн  | 3.01,98             |
|                                         |                                                                  |                     |                                                                          |                     |                                                                    |                     |
| Марафон                                 | Вальдемар Цєрпінські · НДР                                       | 2:09.55,0 (2:09.55) | Френк Шортер · США                                                       | 2:10.45,8 (2:10.46) | Карел Лісмонт · Бельгія                                            | 2:11.12,6 (2:11.12) |
| Ходьба 20 кілометрів                    | Данієль Баутіста · Мексика                                       | 1:24.40,6 (1:24.41) | Ганс-Георг Райманн · НДР                                                 | 1:25.13,6 (1:25.14) | Петер Френкель · НДР                                               | 1:25.29,4 (1:25.30) |
|                                         |                                                                  |                     |                                                                          |                     |                                                                    |                     |
| Стрибки у висоту                        | Яцек Вшола · Польща                                              | 2,25                | Грег Джой · Канада                                                       | 2,23                | Двайт Стоунз · США                                                 | 2,21                |
| Стрибки з жердиною                      | Тадеуш Слюсарський · Польща                                      | 5,50                | Антті Калліомякі · Фінляндія                                             | 5,50                | Девід Робертс · США                                                | 5,50                |
| Стрибки у довжину                       | Арні Робінсон · США                                              | 8,35                | Ренді Вільямс · США                                                      | 8,11                | Франк Вартенберг · НДР                                             | 8,02                |
| Потрійний стрибок                       | Віктор Санєєв · СРСР                                             | 17,29               | Джеймс Баттс · США                                                       | 17,18               | Жуан Карлуш ді Олівейра · Бразилія                                 | 16,90               |
| Штовхання ядра                          | Удо Баєр · НДР                                                   | 21,05               | Євген Миронов · СРСР                                                     | 21,03               | Олександр Баришников · СРСР                                        | 21,00               |
| Метання диска                           | Мак Вілкінс · США                                                | 67,50               | Вольфганг Шмідт · НДР                                                    | 66,22               | Джон Павелл · США                                                  | 65,70               |
| Метання молота                          | Юрій Сєдих · СРСР                                                | 77,52               | Олексій Спиридонов · СРСР                                                | 76,08               | Анатолій Бондарчук · СРСР                                          | 75,48               |
| Метання списа                           | Міклош Немет · Угорщина                                          | 94,58 WR            | Ганну Сійтонен · Фінляндія                                               | 87,92               | Георге Меджеля · Румунія                                           | 87,16               |
|                                         |                                                                  |                     |                                                                          |                     |                                                                    |                     |
| Десятиборство                           | Брюс Дженнер · США                                               | 8618 WR             | Гвідо Крачмер · НДР                                                      | 8411                | Микола Авілов · СРСР                                               | 8369                |

### Жінки
| Дисципліни                              | Золото                                                          | Золото              | Срібло                                                                                     | Срібло  | Бронза                                                                      | Бронза  |
| --------------------------------------- | --------------------------------------------------------------- | ------------------- | ------------------------------------------------------------------------------------------ | ------- | --------------------------------------------------------------------------- | ------- |
| 100 метрів (вітер: 0,0 м/с)             | Аннегрет Ріхтер · Західна Німеччина                             | 11,08               | Ренате Штехер · НДР                                                                        | 11,13   | Інге Гельтен · Західна Німеччина                                            | 11,17   |
| 200 метрів (вітер: 0,0 м/с)             | Бербель Еккерт · НДР                                            | 22,37 OR            | Аннегрет Ріхтер · Західна Німеччина                                                        | 22,39   | Ренате Штехер · НДР                                                         | 22,47   |
| 400 метрів                              | Ірена Шевінська · Польща                                        | 49,28 WR            | Крістіна Бремер · НДР                                                                      | 50,51   | Еллен Штрайдт · НДР                                                         | 50,55   |
| 800 метрів                              | Тетяна Казанкіна · СРСР                                         | 1.54,94 (1.54,9 WR) | Ніколіна Штерева · Болгарія                                                                | 1.55,42 | Ельфі Цинн · НДР                                                            | 1.55,60 |
| 1500 метрів                             | Тетяна Казанкіна · СРСР                                         | 4.05,48             | Гунхільд Гоффмайстер · НДР                                                                 | 4.06,02 | Ульріке Клапецинські · НДР                                                  | 4.06,09 |
| 100 метрів з бар'єрами (вітер: 0,0 м/с) | Йоганна Шаллер · НДР                                            | 12,77               | Тетяна Анісімова · СРСР                                                                    | 12,78   | Наталія Лебедєва · СРСР                                                     | 12,80   |
| 4×100 метрів                            | НДР Марліс Ельснер Ренате Штехер Карла Бодендорф Бербель Еккерт | 42,55 OR            | Західна Німеччина · Ельвіра Поссекель · Інге Гельтен · Аннегрет Ріхтер · Аннегрет Кронігер | 42,59   | СРСР Тетяна Пророченко Людмила Маслакова Надія Безфамильна Віра Анісімова   | 43,09   |
| 4×400 метрів                            | НДР Доріс Малецькі Брігітте Реде Еллен Штрайдт Крістіна Бремер  | 3.19,23 (3.19,2 WR) | США · Дебра Сапентер · Шейла Інграм · Памела Джайлс · Розалін Браянт                       | 3.22,81 | СРСР · Інта Клімовича · Людмила Аксьонова · Наталія Соколова · Надія Ільїна | 3.24,24 |
|                                         |                                                                 |                     |                                                                                            |         |                                                                             |         |
| Стрибки у висоту                        | Розмарі Аккерманн · НДР                                         | 1,93 OR             | Сара Сімеоні · Італія                                                                      | 1,91    | Йорданка Благоєва · Болгарія                                                | 1,91    |
| Стрибки у довжину                       | Ангела Фойгт · НДР                                              | 6,72                | Кеті Мак-Міллан · США                                                                      | 6,66    | Лідія Алфеєва · СРСР                                                        | 6,60    |
| Штовхання ядра                          | Іванка Христова · Болгарія                                      | 21,16               | Надія Чижова · СРСР                                                                        | 20,96   | Гелена Фібінгерова · Чехословаччина                                         | 20,67   |
| Метання диска                           | Евелін Шлак · НДР                                               | 69,00               | Марія Вергова · Болгарія                                                                   | 67,30   | Габріеле Гінцманн · НДР                                                     | 66,84   |
| Метання списа                           | Рут Фукс · НДР                                                  | 65,94               | Маріон Беккер · Західна Німеччина                                                          | 64,70   | Кейт Шмідт · США                                                            | 63,96   |
|                                         |                                                                 |                     |                                                                                            |         |                                                                             |         |
| П'ятиборство                            | Зігрун Зігль · НДР                                              | 4745                | Крістіне Лазер · НДР                                                                       | 4745    | Бурглінде Поллак · НДР                                                      | 4740    |

## Медальний залік
| Місце | Країна            | Золото | Срібло | Бронза | Загалом |
| ----- | ----------------- | ------ | ------ | ------ | ------- |
| 1     | НДР               | 11     | 7      | 9      | 27      |
| 2     | США               | 6      | 8      | 8      | 22      |
| 3     | СРСР              | 4      | 10     | 10     | 24      |
| 4     | Польща            | 3      | 2      | 0      | 5       |
| 5     | Фінляндія         | 2      | 2      | 0      | 4       |
| 6     | Куба              | 2      | 1      | 0      | 3       |
| 7     | ФРН               | 1      | 4      | 4      | 9       |
| 8     | Болгарія          | 1      | 2      | 1      | 4       |
| 9     | Ямайка            | 1      | 1      | 0      | 2       |
| 9     | Нова Зеландія     | 1      | 1      | 0      | 2       |
| 11    | Франція           | 1      | 0      | 0      | 1       |
| 11    | Угорщина          | 1      | 0      | 0      | 1       |
| 11    | Мексика           | 1      | 0      | 0      | 1       |
| 11    | Швеція            | 1      | 0      | 0      | 1       |
| 11    | Тринідад і Тобаго | 1      | 0      | 0      | 1       |
| 16    | Бельгія           | 0      | 2      | 1      | 3       |
| 17    | Канада            | 0      | 1      | 0      | 1       |
| 17    | Італія            | 0      | 1      | 0      | 1       |
| 17    | Португалія        | 0      | 1      | 0      | 1       |
| 20    | Бразилія          | 0      | 0      | 1      | 1       |
| 20    | Чехословаччина    | 0      | 0      | 1      | 1       |
| 20    | Велика Британія   | 0      | 0      | 1      | 1       |
| 20    | Румунія           | 0      | 0      | 1      | 1       |